# Physonota
Physonota là một chi bọ cánh cứng trong họ Chrysomelidae.
Chi này được miêu tả khoa học năm 1854 bởi Boheman.

## Các loài
Các loài trong chi này gồm:
- Physonota alutacea Boheman, 1854
- Physonota calcarata (Boheman, 1854)
- Physonota convexa Boroweic, 1995
- Physonota puncticollis Boroweic, 1995